# 韩国摇滚
韩国摇滚起源于美国摇滚，由参加朝鲜战争的美军士兵带入韩国，美军在韩国设有多个基地，当地音乐人通过基地演出接触美国音乐，逐渐形成了早期的摇滚风格。因此，许多被称为“Vocal Bands”或“Group Sounds”的韩国摇滚乐队于1960年代开始其音乐生涯。1970年代，在军政府的高压政策下，许多音乐人遭到打压，摇滚音乐因其反叛性而被贴上“有害文化”的标签。经过韩国第五共和国，军政府的审查政策被废除，摇滚音乐在韩国直到1980年代末成为主流音乐类型。

## 历史

### 1950年代
摇滚音乐由参加朝鲜战争的美军士兵于1950年引入韩国。战争于1953年结束后，许多美军士兵继续驻扎于韩国的军事基地，当地音乐人和歌手在这些基地内进行演出。 1957年，韩国首位摇滚吉他手申正贤在美军基地首次亮相。申正贤后来被称为韩国摇滚之父，他曾表示韩国摇滚诞生于美军基地。  还有一支女子组合金氏姐妹花，她们在美军基地登台表演并磨练技艺，随后开始了在美国的音乐生涯。

### 1960年代
1962年，申正贤組建了韓國第一支搖滾樂隊Add4。 此後不久，其他被稱為「Group Sounds」（組合之聲）的韓國搖滾樂團陸續出現，其中包括Key Boys、HE6、珍珠姐妹（Pearl Sisters）和K’okkiri Brothers。Key Boys最著名的歌曲是〈一起去海邊〉（《Let's Go to the Beach》）。
這些「組合之聲」音樂人受到當時美國和英國搖滾樂的深刻影響。與此前只在美軍基地表演不同，他們開始面向韓國本地觀眾演出。第一代韓國搖滾音樂人，包括申正贤，便是活躍於這一時期。
然而，韓國當時正處於朴正熙軍政府統治之下，社會氛圍仍保守封閉。嬉皮文化和搖滾樂被視為「墮落的青年文化」，成為政府打壓的對象。1960年代，正當西方世界和日本沉浸於以搖滾為核心的新青年文化革命時，韓國仍未能趕上潮流。

### 1970年代

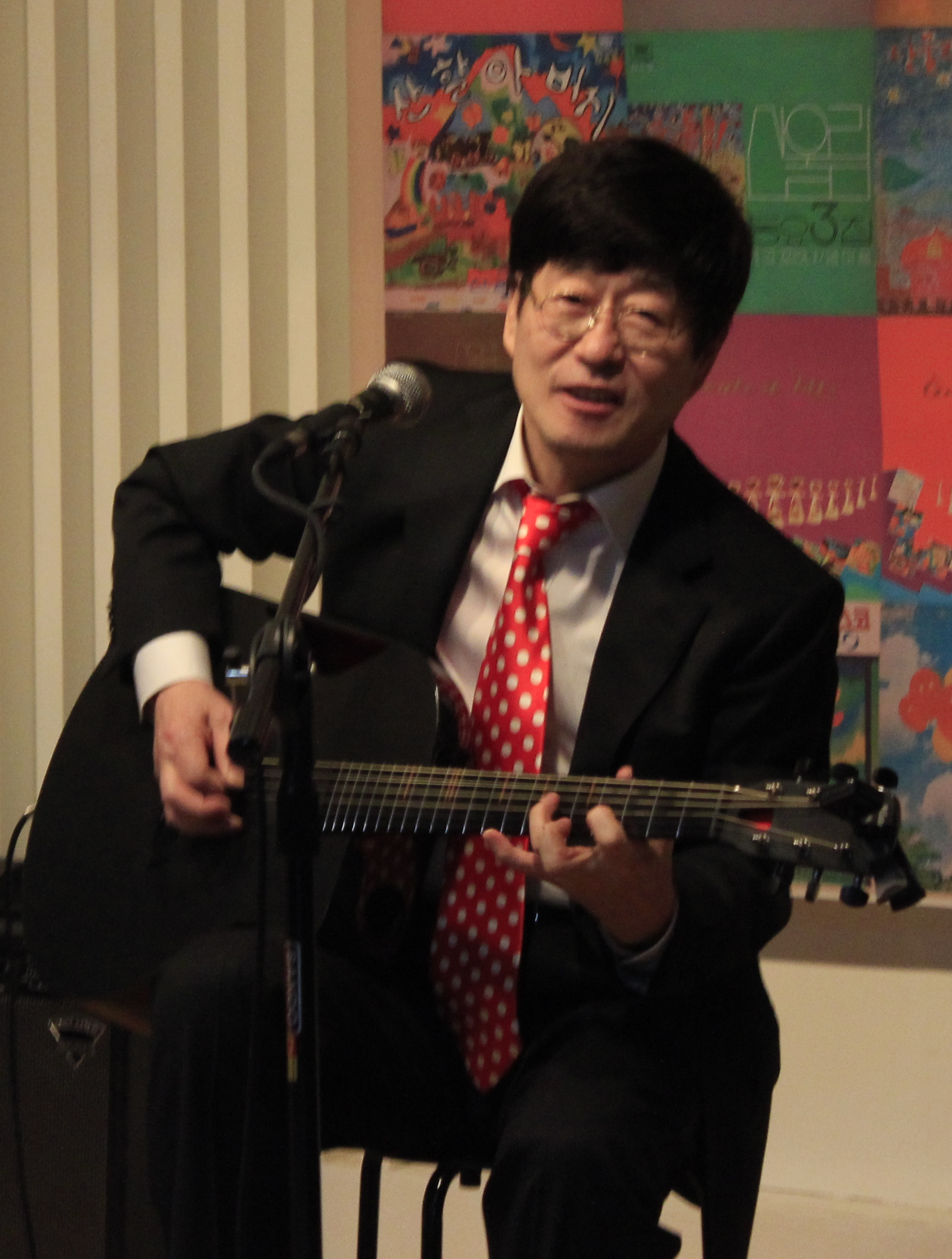
金昌完，Sanulrim成员

1970年代，在朴正熙政府的严厉审查下，音乐创作受到严格限制。申正贤因涉毒被捕入狱。韩大洙的两张专辑被禁后，选择流亡纽约。申正贤被捕使韩国摇滚音乐的发展放缓，但1970年代末期出现了Sanulrim等重要乐队，随后1980年代舞曲开始主导韩国流行音乐。由于这一年带留声机开始在中产阶级家庭普及，外国音乐通过盗版唱片流入韩国国内，咖啡厅内也开始演奏摇滚音乐，摇滚乐迷人数增加，为后续文化发展奠立了基础。尽管听到西方原创摇滚音乐的机会增多，但政府的审查依然严苛，限制了创作自由。

### 1980年代
1980年代，流行音乐口味逐渐远离摇滚，场景由重金属音乐主导，特别是由Boohwal、Sinawe和Baekdoosan组成的“Big 3”乐队。70年代初听摇滚长大的韩国年轻人长大成人，成为Group Sounds摇滚乐的主要成员，推动了80年代的摇滚热潮。1980年，硬摇滚乐队Magma在大学歌谣节亮相，震惊乐迷。硬摇滚与重金属也因Magma的出现而受到关注。此后三支代表80年代的乐队Boohwal、Sinawe和Baekdoosan被称为“80年代韩国摇滚三巨头”。歌谣节也吸引了继Magma之后的摇滚乐队，如1987年的T-sams和1988年的Infinite Track。80年代，摇滚音乐最接近韩国主流流行音乐，摇滚乐队频繁登上公共电视和广播的音乐排行榜榜首。相比朴正熙时代，80年代的审查有所放松，也助推了摇滚音乐的流行。

### 1990年代至今

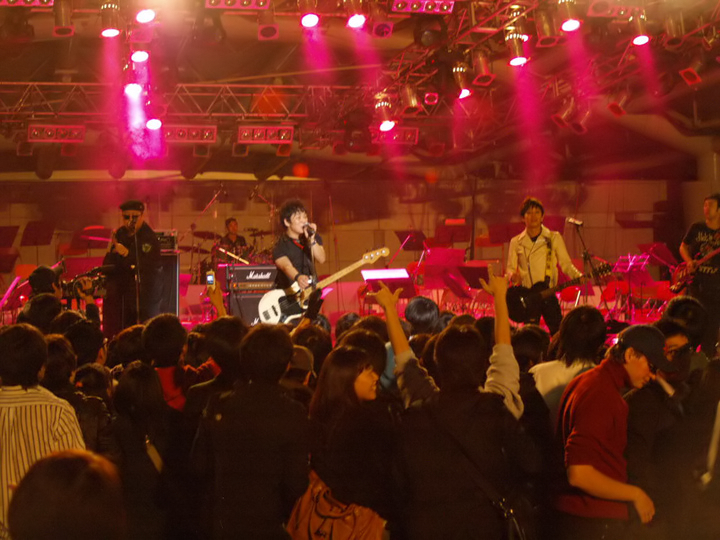
2009年，Crying Nut现场演出

随着卢泰愚总统时代的民主化，1990年代初韩国摇滚音乐得到复兴。随着信息自由流入，韩国年轻人迅速接触到数十年的国外流行音乐，开始组建乐队。早期代表乐队有Crying Nut和No Brain，他们将各种风格融合为“朝鲜朋克”，由独立厂牌Drug Records推动，该厂牌也管理Club Drug。随着全球化和互联网的发展，韩国音乐风格多样化。90年代末，新生代乐队如Rux出现，The Geeks引入了直立派硬核朋克。斯卡朋克也早期流行，催生了Lazybone和Beach Valley等乐队。2006年，Skasucks成立，带领韩国ska-punk运动。
90年代韩国重金属进入第二波发展。 Crash (1989)、Seed (1996)、Sad Legend (1996)等乐队演奏激烈的速弹金属和死亡金属，在新林洞的Metallica和弘大的Drug等小型场所演出。同时，互联网推动了极端金属分支如黑金属和磨坊核（Grindcore）的影响，乐队包括Kalpa (1996)、Oathean (1996)、Dark Mirror ov Tragedy (2003)和Mangani (2013)。部分乐队受国外风格影响，部分加入了韩国元素，如以韩国吟唱为特色的死亡金属乐队Dokaebi 、使用传统乐器的前卫金属乐队Gostwind，以及将Grindcore与韩国题材结合的Bamseomhaejeokdan 。地下演出主要集中在首尔的弘大和文来洞、釜山和大邱。韩国有多个摇滚音乐节，如釜山摇滚音乐节（2000年至今）和东豆川摇滚音乐节（1999年至今）。
2000年代起，韩国媒体开始制作关于摇滚音乐的电视系列。KBS于2010年制作四集音乐剧《摇滚摇滚摇滚》，讲述Boohwal创始人金泰元的成长故事，涵盖他从中学至2003年的人生。2013年，ArirangTV制作了13集系列节目《Rock on Korea》，由Baekdooson吉他手金道均主持，介绍韩国半岛摇滚音乐历史及现今演出中的摇滚乐队。
2018年，美国外籍人士Ian Henderson和Michael O'Dwyer制作纪录片《K-Pop Killers》。 该片历时一年拍摄，详细记录了韩国极端金属场景，采访了现役极端金属乐队成员以及场馆老板，如GBN Live House的李裕英、Thunderhorse Tavern的权克和3Thumbs的李哲。
“如今，韩国大部分音乐推广活动在线上进行，来自主流媒体的关注和可供下载的专辑都较少” 推广者利用社交平台通知粉丝演出消息。2000年代早期，外籍和韩国音乐爱好者制作了介绍摇滚亚文化并评论本地乐队的同人刊物。在外籍和新人推动下，乐队录制并制作专辑，地下乐队成员创办厂牌发行作品。部分乐队如Dark Mirror ov Tragedy签约海外厂牌，获得支持。

## 韩国摇滚音乐节
- 釜山摇滚音乐节（英语）
- ETP音乐节
- 东豆川摇滚音乐节
- 非军事区和平列车音乐节
- 芝山谷摇滚音乐节
- Pentaport摇滚音乐节

## 艺人

### 个人艺人
- Asian Glow
- The Black Skirts
- 白铉真
- Brokenteeth
- 赵容弼
- 韩大洙（英语）
- Jowall
- 郑俊英
- 金在中
- 金钟书
- 金京浩
- 金思朗
- Meaningful Stone
- Mid-Air Thief
- Parannoul
- 朴宛奎
- 徐太志
- Seomoon Tak
- 申海敬
- Wapddi
- Yaya Kim
- 任宰范

### 乐队
| - 10cm - 24Hours - 2Z - 3rd Line Butterfly - 9 and the Numbers - Achime - Add 4 - Apollo 18 - Autumn Vacation - Biuret - Bluedawn - Bongjeingan - Boohwal - Broccoli, You Too? - Bulldog Mansion - Bulssazo - Bursters - Busker Busker - Buzz - Bye Bye Badman - Cherry Filter - CNBLUE - Cotoba - Crash - Crying Nut - Dabda - Dark Mirror Ov Tragedy - Day6 - Decadent - Deulgukhwa - DickPunks - Dreamcatcher - Drug Restaurant - Eve - The Freaks - F.T. Island - Galaxy Express - Gate Flowers - The Geeks - Glen Check - Green Flame Boys - Hathaw9y - Hollow Jan - Hoppipolla - Hyukoh - IZ - Jambinai - Jannabi - Jaurim - Koreana - Kuang Program - Led Apple - Life and Time - Loro's - Loveholics - Lucy | - M&D - Madmans Esprit - The Monotones - Moskva Surfing Club - Mot - Mukimukimanmansu - My Aunt Mary - Nell - Nemesis - Nerd Connection - N.EX.T - N.Flying - No Brain - Norazo - No Respect for Beauty - Oathean - Oh! Brothers - ONEWE - Onnine Ibalgwan - O.O.O - OurR - Pakk - Parasol - Phonebooth - Pia - QWER - The RockTigers - Rolling Quartz - Romantic Punch - Royal Pirates - Rumble Fish - Rux - Sad Legend - Sanulrim - Seaweed Mustache - Se So Neon - Silica Gel - Sinawe - Skasucks - Slant - Sunkyeol - SURL - The Breeze - 브리즈 - The Koxx - The RockTigers - The Rose - Thornapple | - TRAX - TRPP - Vanilla Unity - Vassline - Vibe - Vrose - Wave to Earth - We Are The Night - ...Whatever That Means - Wings of the Isang - Xdinary Heroes - Yada - Yangbans - YB - Zeonpasa - Zzzaam |